# Liste der Monuments historiques in Épiais-Rhus
Die Liste der Monuments historiques in Épiais-Rhus führt die Monuments historiques in der französischen Gemeinde Épiais-Rhus auf.

## Liste der Bauwerke
| Bezeichnung                             | Beschreibung                                       | Standort | Kennzeichnung | Schutzstatus | Datum | Bild           |
| --------------------------------------- | -------------------------------------------------- | -------- | ------------- | ------------ | ----- | -------------- |
| Kirche Notre-Dame                       | Erbaut im 16./17. Jahrhundert                      | (Lage)   | PA00080054    | Classé       | 1911  | weitere Bilder |
| Vestiges gallo-romains de Vallangoujard | auch auf dem Gebiet von Vallangoujard (PA95000011) | (Lage)   | PA95000010    | Inscrit      | 1983  |                |

## Liste der Objekte

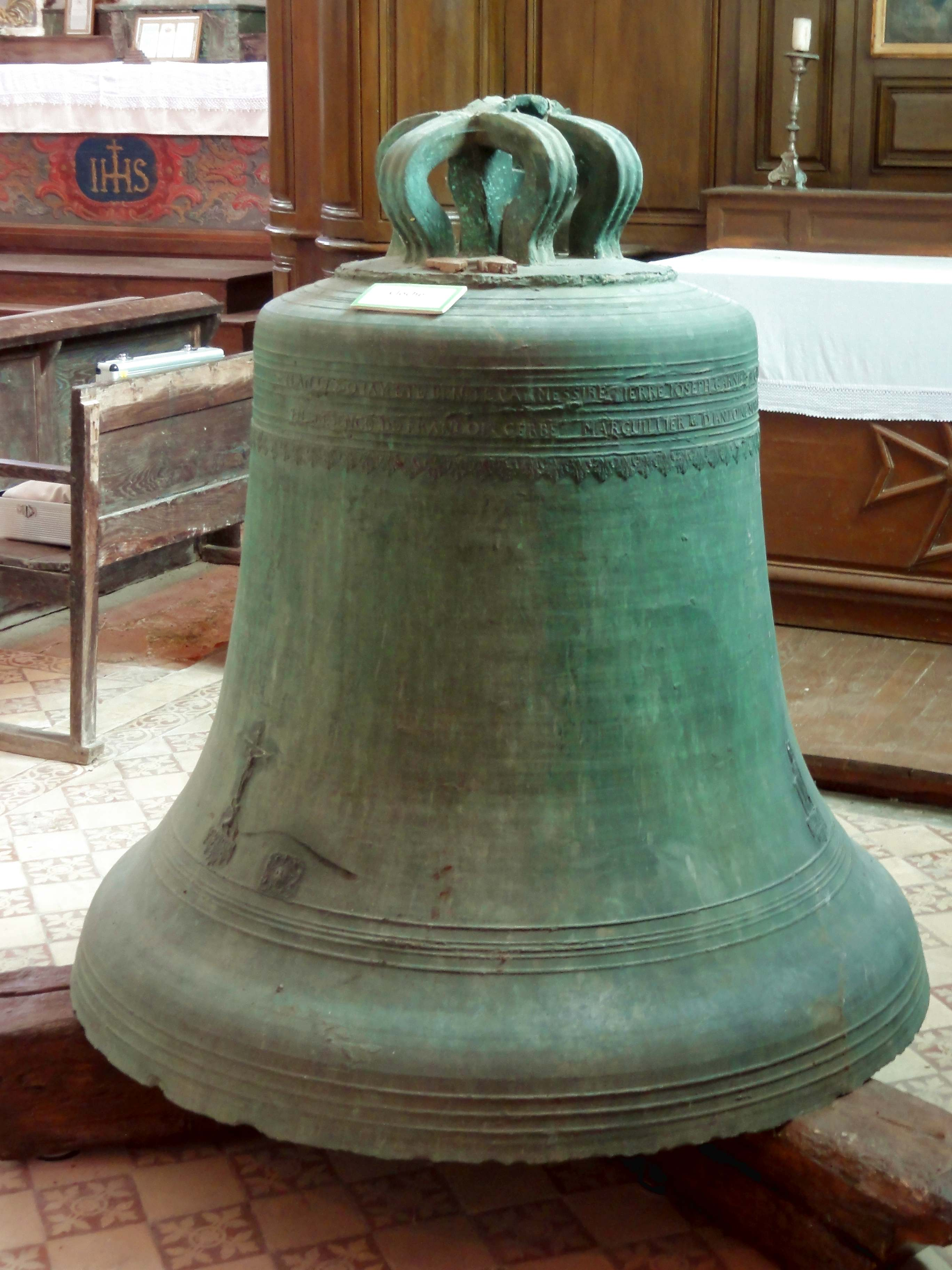
Glocke (gegossen 1759) in der Kirche Notre-Dame

- Monuments historiques (Objekte) in Épiais-Rhus in der Base Palissy des französischen Kultusministeriums